# MULTI8
MULTI8（まるちえいと）は、かつて三菱電機が製造、販売していたパーソナルコンピュータである。型番名はMP-8081。
1983年に登場。8ビット時代において三菱電機を代表するパソコンであった。キーボードと本体が一体化したデザインとなっている。スペックは表示機能においてはNEC製PC-8800シリーズと同等で、音声出力はPSG3重和音機能を保有。オプションの漢字ROMカートリッジを装着すれば、漢字が利用できた。
上位機種として、MULTI 16シリーズがあるが、互換性はない。

## 概要
1983年9月に発売。定価は123,000円。当時、将棋の女流棋士であった林葉直子がCMキャラクターをつとめた。
M-BASIC80を採用しており、100%の互換ではないが、データレコーダで記録したPC-8001のN-BASICプログラムデータを読み込むことが可能で、N-BASICからの移植性に配慮した設計となっている。
同時期に発売されていたNECのPC-8001mkIIと価格層としては同じでありながら、その機能は上位機のPC-8801とほぼ同スペックであることが魅力であったが、対応ソフトウェアの少なさなどもあり、結果としては普及はしなかった。以降、三菱電機の8ビット系パソコン製品はMSX規格が主流となる。

## 仕様
- CPU Z80-A互換
- ROM
  - BASIC 32KB
  - キャラクタジェネレータ 2KB
- RAM
  - メインRAM 64KB
  - テキストVRAM 4KB（アトリビュート 2KB）
  - グラフィックVRAM 48KB
- テキスト表示 36/40/72/80桁×20行/25行（NEC PC-8001シリーズと等価）
- グラフィック表示 640x200ドット 1色×3画面（マルチページ機能）、640x200ドット 8色×1画面
- サウンド機能 PSG3重和音
- BASIC M-BASIC80（Microsoft BASIC）
- インタフェース
  - モニタ（モノクロ（コンポジットビデオ信号）、カラー（RGBセパレート）、RF出力（オプション）にて家庭用テレビを使用可能）
  - CMT（600ボー / 1200ボー）
  - プリンター（セントロニクス）
  - シリアルインタフェース（RS-232C準拠を内蔵）
  - ミニフロッピーディスク
  - オーディオ出力
  - 拡張バス
  - ROMカートリッジインターフェース[2]

## 主な純正周辺機器
- ROBOTY（ステレオ）
- MOVE MASTER（ロボットアーム）
- 漢字ROMカートリッジ 35,000円[2]